# Fairey Fox
Le Fairey Fox est un avion militaire de l'entre-deux-guerres, bombardier léger biplace. Il a été conçu pour la Royal Air Force, mais fut exporté vers des armées de l'air étrangères : l'Aéronautique militaire belge, la Marina de Guerra del Perú et la Fuerza Aérea del Perú. La Suisse réceptionna 2 exemplaires pour évaluation.

## Conception
Conçu comme bombardier de jour, le Fairey Fox se caractérisait par une voilure biplan et un puissant moteur Curtiss engendrant une faible traînée. Il effectua son vol initial en janvier 1925 et afficha des performances telles que la Royal Air Force demanda au constructeur de le produire immédiatement en série. 

## Engagements
En août 1926, le Fairey Fox fut pris en compte par le Squadron 12. Le Fox avait des performances spectaculaires, étant plus rapide de 80 km/h par rapport au Fairey Fawn qu'il remplaçait au 12 Squadron et aussi rapide que les autres chasseurs contemporains. En raison de sévères restrictions budgétaires, 28 avions seulement furent fabriqués. Au milieu des années vingt, l'appareil était le bombardier le plus rapide de la RAF. Il demeura en service jusqu'en 1931, année où il fut remplacé par le Hawker Hart.
Deux Fox Mk.I démodés prirent part à la course aérienne Londres-Melbourne 1934. L'un d'eux se crasha en Italie. L'autre, piloté par l'australien Ray Parer et son copilote Geoff Hemsworth, était difficilement arrivé à Paris lorsqu'ils apprirent que l'avion vainqueur avait déjà fini la course. Mais ils continuèrent leur voyage épique, atteignant Melbourne près de quatre mois plus tard.
Plus de 100 Fox étaient toujours en service de première ligne dans l'armée de l'air belge au moment de l'invasion allemande le 10 mai 1940 dans des missions de reconnaissance. Bien que massivement surclassés par les avions de la Luftwaffe, ils ont effectué environ 75 sorties et ont même réclamé une victoire contre un Messerschmitt Bf 109.

## Variantes
Fox I
Bombardier léger conçu pour la RAF à construction mixte. Propulsé par un moteur Curtiss D-12 de 450 ch (aussi nommé Fairey Felix). 25 construits (prototype inclus).
Fox IA
Fox I propulsé par un moteur Rolls-Royce Kestrel de 490 ch. Trois construits neufs et huit conversions.
Fox IIM
Bombardier léger en métal propulsé par un moteur Rolls-Royce Kestrel IB de 480 ch. Un prototype.
Fox II
Version de production du IIM pour la Belgique. Moteur Kestrel IIS compressé. 12 construits par Fairey en Grande-Bretagne et 31 autres sous licence par la société belge Avions Fairey à Gosselies (dont deux Fox IIS double commandes).
Fox III
Désignation utilisé pour un démonstrateur à moteur Kestrel construit par les britanniques (plus tard désigné Fox IV) et pour une version d'entrainement double commandes belge (aussi appelé Fox Trainer) propulsé par un moteur Armstrong Siddeley Serval de 360 ch.
Fox IIIS
Fox Trainer convertis avec des Kestrel IIMS. 5 autres avions produits par Avions Fairey.
Fox III
Kestrel IIS et deux mitrailleuses tirants vers l'avant. 13 fabriqués à Gosselies.
Fox IIIC
(C pour Combat) - Version Bombardier/reconnaissance pour la Belgique propulsée par un Kestrel IIS, avec des bombes sous les ailes, deux mitrailleuses tirants vers l'avant et cockpit fermé. 48 fabriqués en Belgique, dont un Fox Mk IIICS d'entrainement double commandes. Les derniers furent équipés de moteurs Kestrel V de 600 ch.
Fox IV
Démonstrateur britannique (ex Fox III).
Fox IV
Fox II convertis avec des moteurs Hispano-Suiza 12Ydrs. Premier vol le 31 janvier 1934.
Fox IV
Versions hydravion construite en Grande-Bretagne (Fox Floatplane). Six furent produits pour la force aérienne du Pérou pour servir pendant la guerre colombo-péruvienne de 1932-1933, mais lorsqu'ils furent livrés (en Octobre 1933), la guerre était finie. Ils furent plus tard utilisés pour l'observation (sans leurs flotteurs) lors de la deuxième guerre équato-péruvienne.
Fox VIR
Version de reconnaissance propulsée par un moteur Hispano-Suiza 12Ydrs de 860 ch. 24 construits pour la Belgique et deux pour la Suisse.
Fox VIC
Version de chasse biplace du VIC. 52 construits.
Fox VII
Version de chasse monoplace du Fox Mk.VIR (aussi appelé Mono-Fox ou Kangourou), équipée de six mitrailleuses. Seulement deux avions furent construits. Un reconvertis plus tard au standard Fox VI et un utilisé comme avion personnel par l'as Willy Coppens.
Fox VIII
Version finale de production commandé à la suite des tensions internationales en 1938. Basée sur le Fox VI mais équipé d'une hélice tripale et de quatre canons sous les ailes. 12 construits, le dernier étant terminé le 25 mai 1939.

## Pays utilisateurs
Belgique
 Pérou
 Royaume-Uni
 Suisse
Deux avions sont achetés par l'aviation militaire suisse et testés à partir de mi-aout 1935. Jugés insuffisants tant pour les performances que pour leur qualité de vol ces avions sont cantonnés à des missions secondaires, l'un d'eux étant transformé en remorqueur de cible en 1942. Les deux avions sont réformés en mai 1945.